# Michal Mertiňák
Michal Mertiňák (Považská Bystrica, 10 de Outubro de 1979) foi m tenista profissional eslovaco, especialista em duplas que chegou ao 12° posto em duplas e 129° em simples. Possui doze títulos ATP.

## Honras
Duplas
- 2006 ATP de Chennai, India com Petr Pála
- 2006 ATP de Zagreb, Croácia com Jaroslav Levinský
- 2007 ATP de Umag, Croácia com Lukáš Dlouhý
- 2007 ATP de Bucareste, Romênia com Oliver Marach
- 2008 ATP de Acapulco, México com Oliver Marach
- 2008 ATP de Umag, Croácia com Petr Pála
- 2009 ATP de Acapulco, México com František Čermák
- 2009 ATP de Stuttgart, Alemanha com František Čermák
- 2009 ATP de Umag, Croácia com František Čermák
- 2009 ATP de Bucareste, Romênia com František Čermák
- 2009 ATP de Valencia, Espanha com František Čermák
- 2010 ATP de Kuala Lumpur, Malásia com František Čermák

## Ligações Externas
- Perfil na ATP